# ТЕС Боавішта
8°47′4.1″ пд. ш. 13°16′43.4″ сх. д. / 8.784472° пд. ш. 13.278722° сх. д.
ТЕС Боавішта — теплова електростанція в Анголі, що станом на середину 2010-х років працює в столиці цієї країни Луанді.
У кінці 2000-х років для оперативного нарощування потужностей Ангола замовила кілька барж із встановленими на них на роботу у відкритому циклі газовими турбінами. Дві з них (черга Боавішта І) довжиною 96 та 70 метрів почали свою роботу в рибному порту Луанди у березні 2011 року. Вони обладнані турбінами компанії Westinghouse потужністю по 45 МВт.
Третю баржу (Боавішта ІІ) ввели в експлуатацію кількома місяцями пізніше, у вересні 2011-го. Вона була споруджена на верфі у іспанському порту Віго та доставлена на напівзануреному судні для транспортування негабаритних вантажів Eagle. Ця баржа має довжину 60 метрів та обладнана газовою турбіною виробництва General Electric типу 6B з потужністю 41,2 МВт.
У своїй роботі турбіни станції Боавішта використовують нафтопродукти, а видача продукції відбувається по ЛЕП, розрахованій на напругу 66 кВ.
Після введення в Анголі нових генеруючих потужностей (наприклад, ГЕС Lauca та інших станцій каскаду на Кванзі) планується перемістити баржі в інші атлантичні порти країни — дві у Бенгелу та одну в Наміб.